# Sinocarum schizopetalum
Sinocarum schizopetalum är en flockblommig växtart som först beskrevs av Adrien René Franchet, och fick sitt nu gällande namn av H.Wolff, R.H.Shan och F.T.Pu. Sinocarum schizopetalum ingår i släktet Sinocarum och familjen flockblommiga växter.

## Underarter
Arten delas in i följande underarter:
- S. s. bijiangense
- S. s. schizopetalum